# ГЕС Таллула-Фолс
ГЕС Таллула-Фолс — гідроелектростанція у штаті Джорджія (Сполучені Штати Америки). Знаходячись між ГЕС Terrora (16 МВт, вище по течії) та ГЕС Тугалу (45 МВт), входить до складу каскаду на річці Тугалу, правій твірній Саванни (дренує східний схил Аппалачів та впадає до Атлантичного океану біля міста Саванна).
У межах проекту річку перекрили бетонною греблею висотою 40 метрів та довжиною 130 метрів, яка утримує невелике водосховище з площею поверхні 0,25 км2 та об'ємом 3 млн м3 (корисний об'єм 1,8 млн м3). Зі сховища через правобережний масив прокладено дериваційний тунель довжиною 2 км з перетином 3,4х4,4 метра, який переходить у шість напірних водоводів завдовжки по 0,38 км з діаметром 1,5 метра.
Розташований на березі Тугалу наземний машинний зал обладнали шістьома гідроагрегатами з турбінами типу Френсіс потужністю по 12 МВт, які при напорі у 177 метрів забезпечують виробництво 171 млн кВт-год електроенергії на рік.
Видача продукції відбувається по ЛЕП, розрахованій на роботу під напругою 115 кВ.